# Afrikaaps
Afrikaaps es una película de Sudáfrica del año 2010.

## Sinopsis
Este documental es, ante todo, una obra de teatro dentro de una película. Sigue el proceso creativo hasta llegar a la representación. Usando el hip hop, Afrikaaps, tanto la película como la obra, recorre un camino innovador intentando recuperar el afrikáans, considerado el idioma del opresor, para convertirlo en idioma de liberación. Dylan Valley, que estuvo presente desde el principio del proyecto, encuentra momentos en las narrativas personales de los actores y del equipo que trascienden lo que ocurre en la escena.